# Luoshe (köpinghuvudort i Kina, Jiangsu Sheng, lat 31,64, long 120,18)
Luoshe (kinesiska: 洛社, 洛社镇) är en köpinghuvudort i Kina. Den ligger i provinsen Jiangsu, i den östra delen av landet, omkring 140 kilometer öster om provinshuvudstaden Nanjing. Antalet invånare är 169 889. Befolkningen består av 79 868 kvinnor och 90 021 män. Barn under 15 år utgör 11,0 %, vuxna 15-64 år 80 %, och äldre över 65 år 8,0 %.
Runt Luoshe är det tätbefolkat, med 849 invånare per kvadratkilometer. Närmaste större samhälle är Wuxi, 13,1 km sydost om Luoshe. Trakten runt Luoshe består till största delen av jordbruksmark.
Genomsnittlig årsnederbörd är 1 390 millimeter. Den regnigaste månaden är juli, med i genomsnitt 250 mm nederbörd, och den torraste är januari, med 38 mm nederbörd.